# Баннистер, Эдуард Митчелл
Эдуард Митчелл Баннистер (англ. Edward Mitchell Bannister, * 2 ноября 1828 г. Сент-Эндрюс, Нью-Брансуик, Канада; † 9 января 1901 г. Провиденс, Род-Айленд, США) — американский художник, преимущественно пейзажист и портретист.

## Жизнь и творчество
Родился в Канаде; его отец был чернокожим выходцем из Барбадоса, а расовая принадлежность матери-канадки, Ханны, воспитавшей в сыне любовь к изобразительному искусству, неизвестна. Отец умер в 1832 году, в 1844 году умерла и мать. Баннистер несколько лет жил в приёмной белой семье, после чего ушёл в моряки.
В 1848 году Баннистер поселяется на северо-востоке США, в Новой Англии, и остаётся здесь уже до конца жизни. Первоначально работает разнорабочим, потом парикмахером, в 1850-х годах начинает заниматься живописью. В 1876 году его полотно «Под дубами» («Under the Oaks») завоёвывает бронзовую медаль на филадельфийской Выставке столетия (Philadelphia Centennial). Баннистер был талантливым самоучкой (состоявшиеся белые художники отказывались принимать его в ученики), занимался также литературным самообразованием, много читал. Круг его интересов был типичным для интеллектуала викторианской эпохи. Он известен как страстный поклонник Альфреда Теннисона, Джона Раскина и Эдмунда Спенсера, а из классической древности Вергилия. В живописи художник многому научился, изучая творчество Жана-Франсуа Милле и мастеров Барбизонской школы. Э. М. Баннистер работал в распространённом в XIX столетии в США стиле тонализма, ему принадлежат многочисленные пасторальные ландшафты и морские пейзажи, но также и портреты, полотна на библейские и мифологические сюжеты, жанровые картины.
Работы Э. М. Баннистера пользовались успехом среди знатоков живописи восточного побережья США, однако позднее его имя было незаслуженно забыто. Это, кроме прочего, было обусловлено негритянским происхождением художника. Скончался в церкви, во время молитвенного собрания.
В 1970-е годы, с возникновением в США мощного движения за равноправие цветного населения, происходит «реабилитация» живописца. В 1978 году колледж Род-Айленда в Провиденсе проводит выставку работ под названием «Четверо за Провиденс: Эльстон, Баннистер, Дженнингс и Профет». Эту выставку посетили многие видные политики и общественные деятели Новой Англии, проходила она под патронажем Общества за гражданские права Провиденса и Исторического общества Род-Айленда.

## Галерея
- Сценка на улице в Бостоне, (1898–99).
- Мальчишка-газетчик, 1869
- Возвращение стада домой 1881
- На реке, 1883
- Река Пальмер, 1885
- Без названия